# Пјанеца (Новара)
Пјанеца (итал. Pianezza) је насеље у Италији у округу Новара, региону Пијемонт.
Према процени из 2011. у насељу је живело 23 становника. Насеље се налази на надморској висини од 429 м.